# Giorgi Schermadini
Giorgi Schermadini (georgisch გიორგი შერმადინი; * 2. April 1989 in Mzcheta) ist ein georgischer Basketballspieler, der bei einer Körpergröße von 2,16 m auf der Position des Centers spielt.

## Karriere
Seine Karriere begann Giorgi Schermadini in der Jugendabteilung von Maccabi Tiflis. Aufgrund seiner überragenden Leistungen und der Tatsache, dass er seinen gleichaltrigen Mitspielern spielerisch und körperlich deutlich überlegen war, erhielt er 2005 im Alter von nur 16 Jahren einen Profivertrag und spielte fortan in der höchsten Spielklasse Georgiens. Zuvor hatte er bei den Junioren in seiner Punktausbeute eine Reihe von Bestmarken geboten. Seine Rekordpunktzahl stammt dabei aus der Saison 2004/2005, als er bei einer Begegnung gegen die Universität Suchumi 89 Punkte erzielte. Sein erstes Jahr als Profi schloss Shermadini mit beeindruckenden 28,5 Punkten, 14,7 Rebounds, 2,8 Assists und 3,0 Blocks pro Begegnung ab. Nachdem er in den folgenden Jahren seine Werte stetig verbesserte und die Saison 2007/2008 mit 33,5 Punkten und 18,4 Rebounds im Schnitt beendete, wurde der griechische Spitzenverein Panathinaikos Athen auf den mittlerweile 19-jährigen Georgier aufmerksam. Im Oktober 2008 reiste Shermadini nach Griechenland, um ein Probetraining in Athen zu absolvieren. Nachdem er dieses erfolgreich absolviert hatte, nahm ihn Panathinaikos unter Vertrag. 2009 gewann er mit dem griechischen Vereinspokal den ersten Profititel seiner Karriere.

## Nationalmannschaft
Mit der U-16 Nationalmannschaft Georgiens nahm Schermadini an der Europameisterschaft 2005 in Bulgarien teil. 2006 debütierte Schermadini im Alter von 17 Jahren als jüngster Spieler in der Geschichte der georgischen Herren-Nationalmannschaft.

## Erfolge
- Griechischer Meister: 2009, 2010
- Griechischer Pokalsieger: 2009
- Slowenischer Pokalsieger: 2011
- EuroLeague: 2009, 2013
- Champions League: 2022
- Intercontinental Cup: 2020, 2023

## Auszeichnungen
- Adidas Superstar Camp World All-Star Team: 2005
- Georgiens Spieler des Jahres: 2006, 2007, 2008
- MVP der Liga ACB: 2021
- Nike Hoop Summit Weltauswahl: 2007
- Teilnahmen an Europameisterschaften: 2011
- Teilnahme an der U-16 Europameisterschaft: 2005
- Teilnahme an der U-20 Europameisterschaft: 2007, 2008